# Chiesa di San Tommaso (Leivi)
La chiesa di San Tommaso è un luogo di culto cattolico situato nella località del Curlo, al termine di via Belvedere di Chiavari, nel comune di Leivi nella città metropolitana di Genova. La chiesa è sede della parrocchia omonima del vicariato di Chiavari-Lavagna della diocesi di Chiavari.

## Storia e descrizione
Anch'essa molto antica come gli altri edifici religiosi leivesi, è citata in alcuni atti posteriori al XII secolo. Nel XIV secolo la sua comunità religiosa fu unita con la comunità della chiesa di San Bartolomeo, causando una lenta ma inesorabile decadenza.
Fu nel 1582 che il visitatore apostolico monsignor Francesco Bossi risaltò l'importanza di tale edificio emanando una serie di provvedimenti in favore della chiesa. Difatti intorno al XVII secolo la chiesa fu arricchita da venticinque reliquie - conservate in una cripta sottostante la zona presbiteriale - di santi martiri romani.
In concomitanza con la donazione delle reliquie furono effettuati nuovi lavori di restauro, specie il perimetro murario, ma già nel secolo successivo - il XVIII - si segnalarono i primi problemi strutturali causati dall'abbandono. All'esterno, come già presente nella chiesa di San Bartolomeo, è presente il caratteristico ciottolato policromo.